# Edward Speleers
Edward John „Ed“ Speleers (* 7. dubna 1988, Chichester, Západní Sussex, Spojené království) je britský herec a producent.

## Osobní život
Narodil se v nemocnici svatého Richarda v Chichesteru v Západním Sussexu. Jeho rodiče se rozvedli, když mu byly tři roky. Jeho matka Gill žije ve Španělsku a jeho otec John je finanční konzultant a žije v Londýně. Má dva starší nevlastní bratry. V roce 2006 opustil Eastbourne College, aby si mohl zahrát hlavní roli ve filmu Eragon.
Je ženatý s Asiou Macey a má s ní jedno dítě, které se narodilo v lednu 2015.

## Kariéra
Před hlavní rolí ve filmu Eragon se objevoval ve školních představeních jako Sen noci svatojánské, Petr Pan, Tramvaj do stanice Touha, Richard III. a Hamlet. Když navštěvoval Eastbourne College, napsal se svým kamarádem Robem Curranem hru Retribution, která řeší problémy jako týrání dětí a pedofilie. Také si zahrál v krátkém filmu Charlieho Bleakleye s názvem Metropolis.
Poté získal titulní roli ve filmu Eragon. V roce 2008 se objevil v britském seriálu Echo Beach jako Jimmy Penwarden.
V polovině roku 2010 byl obsazen do jedné z hlavních rolí v britském thrilleru Není kam utéct. Film režíroval Julian Gilbey a v hlavních rolích se spolu s ním ve filmu objevili Melissa George, Sean Harris a Eamonn Walker. Zahrál hlavní roli Jamieho v komediálním hororu Sex nebo život!, kde se setkal s Jessicou Szohr a Timothy Spallem.
Speleers je ve Spojených státech zastupován Jennifer Rawlings z William Morris Endeavor a ve Spojeném království Sally Long-Innes z Independent Talent Group. Jeho manažerem je Matthew Hobbs.

## Filmografie

### Film
| Rok  | Název                           | Role                   |
| ---- | ------------------------------- | ---------------------- |
| 2006 | Eragon                          | Eragon                 |
| 2006 | Deathless (krátký film)         | John Ray               |
| 2011 | Není kam utéct                  | Ed                     |
| 2011 | The Ride (krátký film)          | student                |
| 2012 | Sex nebo život!                 | Jamie                  |
| 2012 | Metamorphosis (krátký film)     | Acteon                 |
| 2013 | Turncoat (krátký film)          | ´Nathan Reece          |
| 2014 | Plastic                         | Sam                    |
| 2015 | Howl                            | Joe                    |
| 2015 | Střípky paměti                  | Greg                   |
| 2016 | Alenka v říši divů: Za zrcadlem | James Harcourt         |
| 2017 | Nádech pro lásku                | Colin Campbell         |
| 2018 | Jack staví dům                  | Ed (policista číslo 2) |
| 2018 | Zoo                             | John                   |
| 2019 | For Love or Money               | Johnny                 |

### Televize
| Rok       | Název                              | Role                               | Poznámky                  |
| --------- | ---------------------------------- | ---------------------------------- | ------------------------- |
| 2008      | Moving Wallpaper                   | Ed Speleers (neuveden v titulcích) | Televizní pořad           |
| 2008      | Moving Wallpaper: The Mole         | Ed Speleers (neuveden v titulcích) | Televizní pořad           |
| 2008      | Echo Beach                         | Jimmy Penwarden                    | Televizní seriál          |
| 2009      | Shirasu Jirô                       | Robin Cecil Byng                   | Televizní seriál          |
| 2010      | Město čarodějnic                   | Jason Grint                        | Televizní film            |
| 2012 2014 | Panství Downton                    | Jimmy Kent                         | Televizní seriál, 15 dílů |
| 2015      | Wolf Hall                          | Edward Seymour                     | Televizní minisérie       |
| 2015      | Tommy a Pentlička                  | Carl Denham                        | Televizní seriál, 3 díly  |
| 2016      | Beowulf: Return to the Shieldlands | Slean                              | Televizní seriál, 12 dílů |
| 2018      | Cizinka                            | Stephen Bonnet                     | role ve 4. sérii          |